# Quân đội nhà Tây Sơn
Quân đội Tây Sơn là tổ chức vũ trang của Nhà Tây Sơn, xuất phát từ lực lượng nghĩa quân của phong trào nông dân từ năm 1771 cho đến ngày sụp đổ năm 1802. Đây là đạo quân đã ghi nên những chiến công hiển hách trong lịch sử quân sự Việt Nam. Các chiến thắng vang dội cả bên trong lẫn bên ngoài lãnh thổ trong suốt 3 thập niên tồn tại. Lãnh đạo quân sự nổi bật nhất là Nguyễn Huệ, một trong những chỉ huy kiệt xuất nhất của triều đại này.

### Pháo binh Tây Sơn

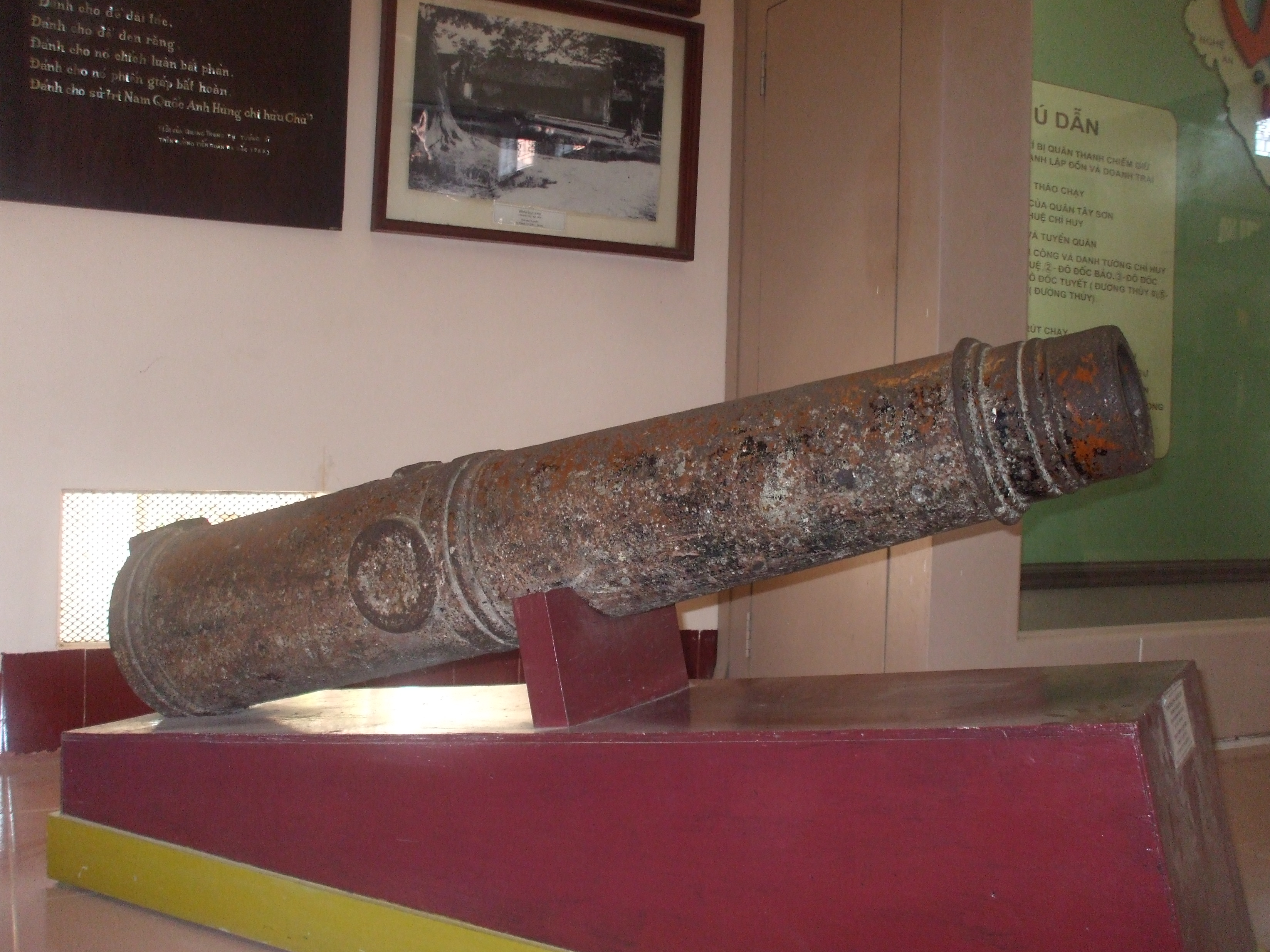
Súng thần công Nhà Tây Sơn tại Bảo tàng Quang Trung, Bình Định.

### Thủy quân Tây Sơn

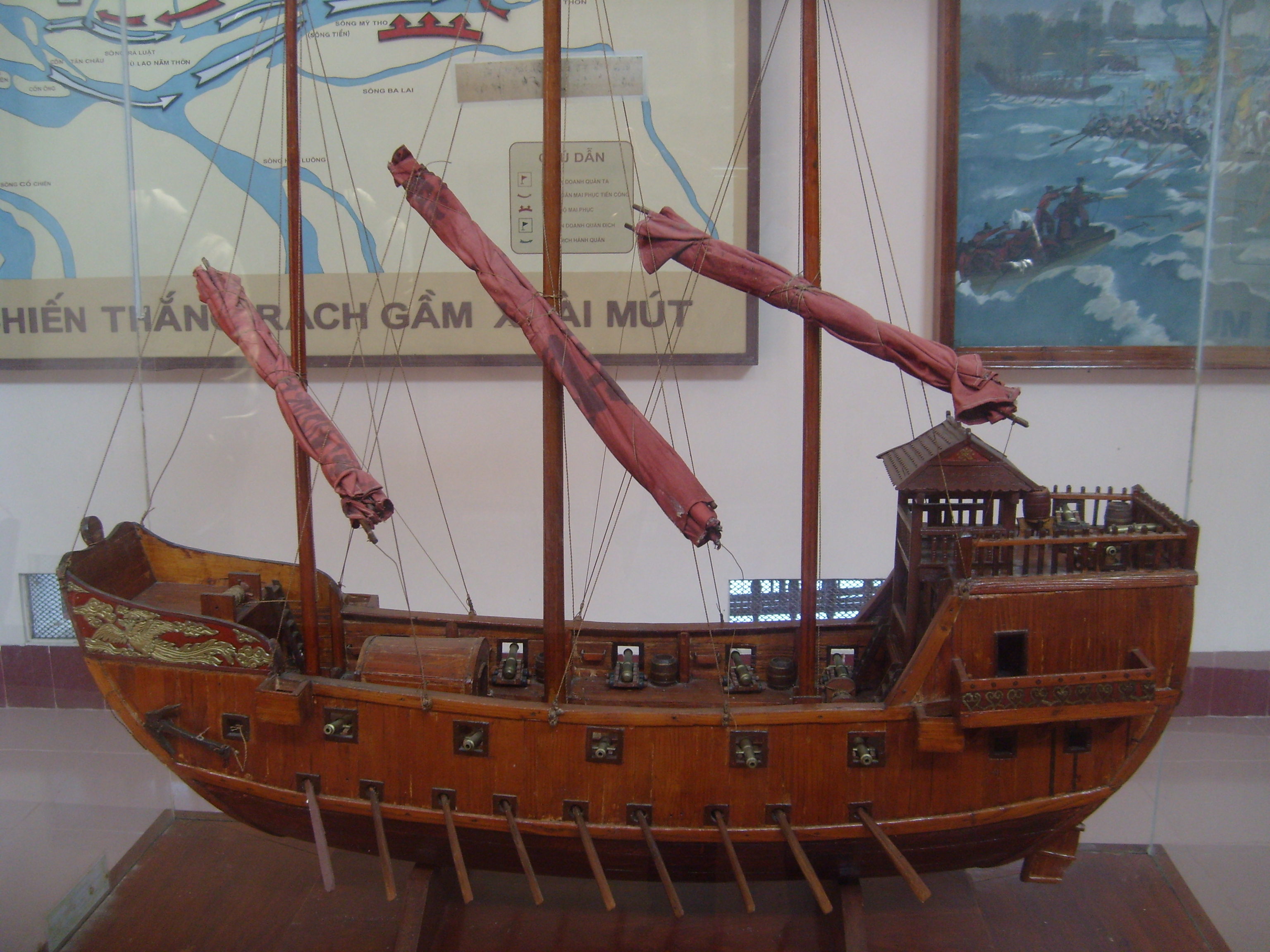
Mô hình thuyền Định Quốc của thủy quân Tây Sơn, Bảo tàng Tây Sơn (Bình Định)